# Ружинський Остафій Іванович
Остафій Іванович Ружинський (пом. 1587 р.) — український військовий козацький діяч XVI ст.

## Життєпис
Походив Остафій Ружинський з руського (українського) роду князів Ружинських. Його брат Григорій — сотник надвірної корогви князів Сангушків.
Відомо, що з родини Ружинських шестеро свого часу отримало гетьманську булаву. Це Єстафій Ружинський, брати Михайло Іванович та Остафій Іванович, які були гетьманами між 1579 та 1586 роками, а також три сини Остафія Ружинського: Богдан (1575—1576 рр.), Микола (1587 р.) та Кирик (1588 р.).
Був підстаростою черкаським і канівським (1569—1573 рр.), київським підвоєводою (1575—1581 рр.). Старший Війська Запорозького (1580—1583 рр.), козацький гетьман (1581—1583).
За реформою Остафія Ружинського унормували порядок виборів козацьких старшин «вільними голосами», місце дислокації полків і сотень, озброєння кінних і піших козаків, винагороди за службу тощо. Результати цих реформ і заходів не забарилися. Наприкінці 1570-х років, як і раніше, орда з Криму робила набіги в українські землі з метою грабунку міст і сіл та захоплення ясиру. Біля Білгорода (Аккермана) козацьке військо на чолі з князем Остафієм Ружинським перетнуло їм шлях. Після ряду боїв татари відійшли.
Помер у 1587 році.

## Родина
Був одружений з Богданою Олізарівною Олізар-Волчкевич, з якою мав дітей:
- Марію;
- Кирика;
- Миколая;
- Богдана;
- Михайла.